# Trichoglottis kinabaluensis
Trichoglottis kinabaluensis är en orkidéart som beskrevs av Robert Allen Rolfe. Trichoglottis kinabaluensis ingår i släktet Trichoglottis och familjen orkidéer. Inga underarter finns listade i Catalogue of Life.